# Digamie
Die Digamie (von griechisch dis = zweimal und gámos = Ehe) ist die zweite Ehe nach dem Tod eines Ehegatten. In diesem Sinne ist die Trigamie auch die Drittehe eines Witwers oder einer Witwe. Im Gegensatz dazu ist die Bigamie oder Polygamie eine gleichzeitige Ehe mit zwei oder gar mehreren Partnern. Als Gegensatz dazu steht die Monogamie, als Ideal in den meisten christlichen Kulturen, die in ihrer Geschichte nicht nur die Ehescheidung, sondern auch die Zweitehe der Witwen und Witwer immer wieder in Frage stellte. Bei Wiederverheiratung von geschiedenen Eheleuten wird auch nicht von Digamie gesprochen, wird die Scheidung von der katholischen Kirche ja gar nicht anerkannt. Eine Ehe kann aus der konservativen Sicht nur durch den Tod eines Ehegatten beendet werden, bei gewichtigen Gründen kann hingegen eine Ehe annulliert werden.

## Deuterogamie
In der Biologie wird manchmal der Begriff Deuterogamie (griechisch deúteron = der/die Zweite) anstatt Digamie verwendet, damit versucht man die Bedeutung der kulturellen und juristischen Wiederverheiratung bei Menschen von der Paarbildung bei Tieren oder in der Natur zu trennen.
Der Deuteragonist war auf der altgriechischen Bühne der – nach dem Protagonisten – zweite Schauspieler. Der Begriff ist auch heute noch in der klassischen Rolle des zweiten Liebhabers im Theater und im Film bekannt.